# (180537) 2004 EB1
(180537) 2004 EB1 là một tiểu hành tinh vành đai chính được phát hiện ngày 14 tháng 3 năm 2004 bởi James Whitney Young ở Đài thiên văn Núi bàn gần Wrightwood, California.